# Giro di Sicilia
Giro di Sicilia är ett italienskt etapplopp i landsvägscykling som avhållts på Sicilien sedan 1907. Det är således två år äldre än Giro d'Italia (och det näst äldsta etapploppet efter Tour de France vars försts upplaga kördes 1903), men kommer på grund av mycket dålig kontinutiet inte i närheten av att ha arrangerats lika många gånger (2024: 22 officiella upplagor mot 107). Loppets utformning har varierat och det finns ingen gemensam nämnare mellan upplagorna: Antalet dagar i de officiella upplagorna har varierat från tre (1977) till åtta (1907, 1936, 1939) och när det avhållits har varierat från april till november. Under dess längsta kontiunerliga period, de åtta åren 1953–1960, gick det i april, bestod av sju etapper det första året och sex de övriga, samt hade Palermo som startort och slutmål. Efter 1960 dök det upp i juli 1977, då en tredagarsupplaga kördes, varefter det dröjde till 2019 innan Giro di Sicilia återuppstod, som ett fyradagarslopp i april (ingående i UCI Europe Tour klasssificerat som 2.1 – på 1900-talet var deltagandet nästan helt italienskt). 2020 ställdes det in på grund av coronapandemin och 2021 flyttades det till september av samma skäl; men det återvände till april 2022 och 2023, för att ställas in 2024 av finansiella skäl (det ersattes i kalendern av Giro d'Abruzzo, vilket fick även Giro della Provincia di Reggio Calabria att ställas in). Var loppet startat dessa fyra år på 2000-talet har varierat, men gemensamt är dock att det haft slutmål på, eller strax nedanför, Etna. Tabell över etapperna på 2000-talet:
| År   | Datum     | Etapp 1             | Etapp 1 | Etapp 1 | Etapp 2                              | Etapp 2 | Etapp 2 | Etapp 3                     | Etapp 3 | Etapp 3 | Etapp 4                            | Etapp 4 | Etapp 4 |
| År   | Datum     | Start – mål         | km      | Δh      | Start – mål                          | km      | Δh      | Start – mål                 | km      | Δh      | Start – mål                        | km      | Δh      |
| ---- | --------- | ------------------- | ------- | ------- | ------------------------------------ | ------- | ------- | --------------------------- | ------- | ------- | ---------------------------------- | ------- | ------- |
| 2019 | 3/4–6/4   | Catania - Milazzo   | 165     | 1671    | Capo d'Orlando - Palermo             | 236     | 3174    | Caltanissetta - Ragusa      | 188     | 2456    | Giardini Naxos - Etna              | 119     | 3201    |
| 2021 | 28/9–1/10 | Avola - Licata      | 179     | 1851    | Selinunte - Mondello                 | 173     | 2498    | Termini Imerese - Caronia   | 180     | 3330    | Sant'Agata di Militello - Mascali  | 180     | 3095    |
| 2022 | 12/4–15/4 | Milazzo - Bagheria  | 199     | 1629    | Palma di Montechiaro - Caltanissetta | 152     | 2433    | Realmonte - Piazza Armerina | 171     | 2813    | Ragalna - Etna                     | 140     | 3562    |
| 2023 | 11/4–14/4 | Marsala - Agrigento | 159     | 1672    | Canicattì - Vittoria                 | 193     | 2490    | Enna - Termini Imerese      | 150     | 1984    | Barcellona Pozzo di Gotto - Giarre | 216     | 4122    |

Not: Kolumnerna Δh anger sammanlagd vertikal klättring under etappen i meter.
Utöver de 22 officiella upplagorna (enligt loppets webbplats) listar Mémoire du Cyclisme och Die Radsportseiten två ytterligare etapplopp som Giro di Sicilia: Ett tvådagarslopp 1929 och ett tredagarslopp 1932.
Därtill skall det, enligt Mémoire du Cyclisme, även ha körts tre stycken endagslopp under namnet Giro di Sicilia: 1958, 1973 och 1974. Notera att det även gick ett officiellt etapplopp 1958 (kört i april, endagsloppet skall ha körts i oktober). Man kan också notera att loppet 1974 gick den 26 mars och att första upplagan av det likaledes sicilianska endagsloppet Trofeo Pantalica gick den 25 mars året därpå (det vill säga hölls på motsvarande veckodag [tisdag] i sista veckan av mars).
1952 hölls inget "Giro di Sicilia". Däremot hölls ett niodagarslopp kallat Gran Premio del Mediterraneo den 8–16 november (att jämföra med Giro di Sicilia 1951 som kördes som ett sjudagarslopp 12–18 november) som hade start i Neapel och slutmål i Palermo, med de sista fyra dagarna körda på Sicilien (och således sammanfallande med de sista fyra dagarna av Giro di Sicilia i samma novembervecka året före – uppenbarligen har arrangerande Gazzetta dello Sport helt enkelt inkluderat ett något avkortat Giro di Sardinia i GP del Mediterraneo). GP del Mediterraneo var en engångsföreteelse och Giro di Sicilia återupptogs 1953, men då flyttat till april.
De två första upplagorna, 1907 och 1908, avgjordes inte på sammanlagd tid, utan på lägst sammanlagd platssiffra på etapperna.
Denna cykeltävling skall inte blandas samman med en biltävling som kördes vid arton tillfällen från 1912 till 1958 som Giro di Sicilia, och som återupptogs 1989 som ett lopp för veteranbilar. Ej heller skall Giro di Sicilia blandas samman med Giro della Sicilia, som är ett fristående cykellopp för amatörer/motionärer (även på elcyklar).

## Podieplaceringar
| År         | Vinnare              | Tvåa                       | Trea                 |
| 1907       | Carlo Galetti        | Luigi Ganna                | Umberto Zoffoli      |
| 1908       | Carlo Galetti        | Pierino Albini             | Ernesto Azzini       |
| 1910– 1925 | ej avhållet          | ej avhållet                | ej avhållet          |
| 1926       | Domenico Caratozzolo | Francisco Gambino          | Gianbattista Gilli   |
| 1927– 1935 | ej avhållet          | ej avhållet                | ej avhållet          |
| 1936       | Francesco Patti      | Ernesto Zuppa              | Alfredo Mazzocchetti |
| 1937– 1938 | ej avhållet          | ej avhållet                | ej avhållet          |
| 1939       | Remo Cerasa          | Francesco Patti            | Giovanni Corrieri    |
| 1940– 1947 | ej avhållet          | ej avhållet                | ej avhållet          |
| 1948       | Francesco Patti      | Marcello Spadolini         | Italiano Lazzerini   |
| 1949       | Dino Rossi           | Sergio Pagliazi            | Angelo Fumagali      |
| 1950       | Donato Zampini       | Giacomo Zampieri           | Arigo Padovan        |
| 1951       | Primo Volpi          | Francesco Patti            | Ugo Fondelli         |
| 1952       | ej avhållet          | ej avhållet                | ej avhållet          |
| 1953       | Elio Brasola         | Pietro Giudici             | Luigi Mastroianni    |
| 1954       | Ugo Massocco         | Livio Isotti               | Giovanni Roma        |
| 1955       | Gilberto Dall'Agata  | Franco Franchi             | Renzo Accordi        |
| 1956       | Piero Polo           | Luciano Ciancola           | Walter Serena        |
| 1957       | Alberto Emiliozzi    | Alfredo Sabbadin           | Giuseppe Cainero     |
| 1958       | Carlo Azzini         | Gianbattista Milesi        | Antonio Catalano     |
| 1959       | Loris Guernieri      | Federico Galeaz            | Noé Conti            |
| 1960       | Giorgio Tinazzi      | Aurelio Cestari            | Idrio Bui            |
| 1961– 1976 | ej avhållet          | ej avhållet                | ej avhållet          |
| 1977       | Giuseppe Saronni     | Pierino Gavazzi            | Carmelo Barone       |
| 1978– 2018 | ej avhållet          | ej avhållet                | ej avhållet          |
| 2019       | Brandon McNulty      | Guillaume Martin           | Fausto Masnada       |
| 2020       | ej avhållet          | ej avhållet                | ej avhållet          |
| 2021       | Vincenzo Nibali      | Alejandro Valverde         | Alessandro Covi      |
| 2022       | Damiano Caruso       | Jefferson Alexander Cepeda | Louis Meintjes       |
| 2023       | Alexej Lutsenko      | Louis Meintjes             | Vincenzo Albanese    |

| År   | Vinnare        | Tvåa                | Trea             |
| 1929 | Nicola Mammina | Leonida Frascarelli | Albino Binda     |
| 1932 | Nicola Mammina | Attilio Pavesi      | Antonio Nicolosi |

| År   | Vinnare      | Tvåa           | Trea             |
| 1952 | Fausto Coppi | Fiorenzo Magni | Giuseppe Minardi |

| År   | Vinnare            | Tvåa             | Trea           |
| 1958 | Diego Ronchini     | Noè Conti        | Mario Mori     |
| 1973 | Enrico Maggioni    | Michele Dancelli | Enrico Paolini |
| 1974 | Roger De Vlaeminck | Patrick Sercu    | Marino Basso   |